# Islam à Taïwan

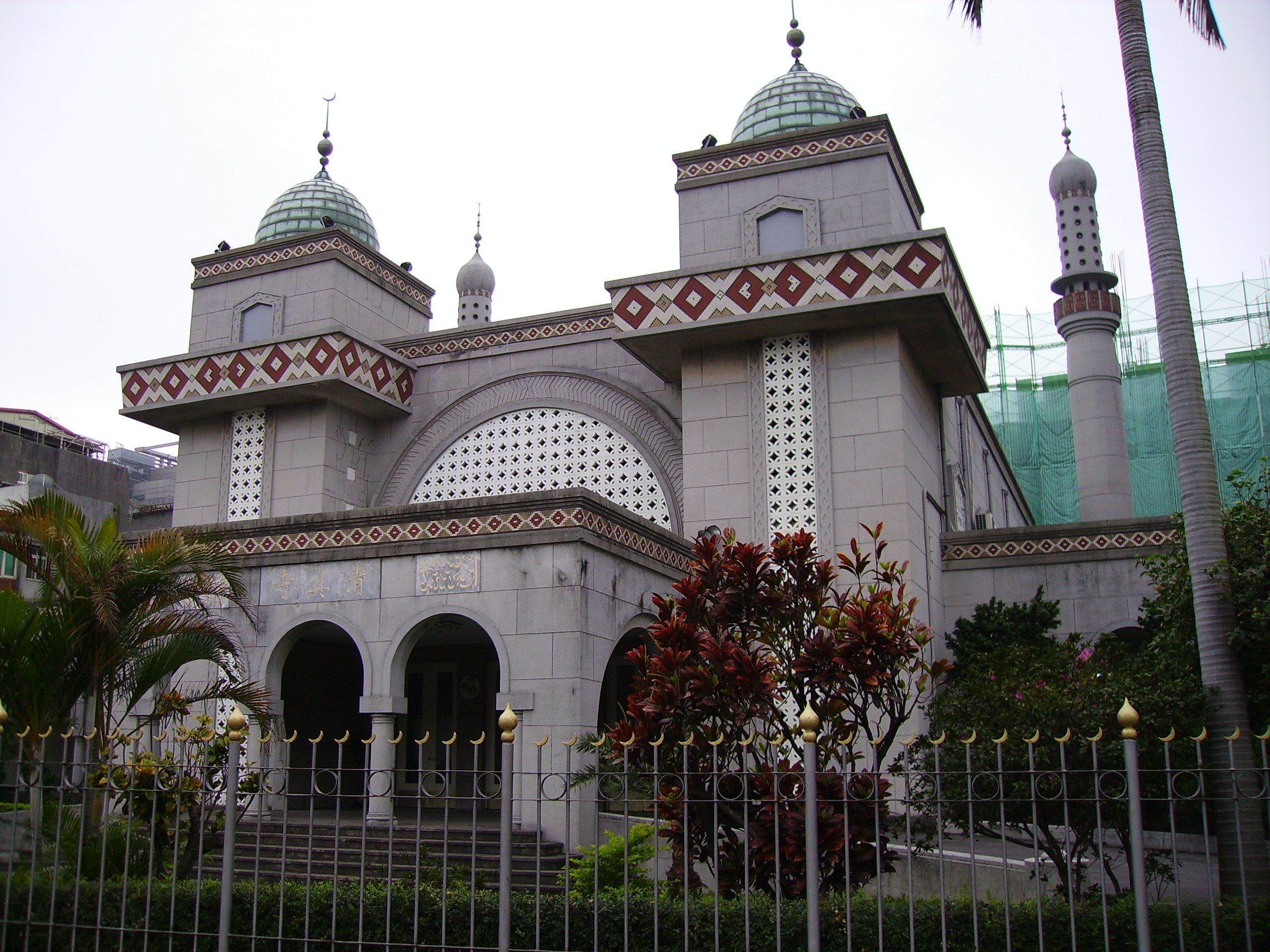
La grande mosquée de Taipei.

L'islam est une religion minoritaire à Taïwan, les musulmans représentant 0,3 % de la population. Le nombre de musulmans a été estimé à 45 000 en 2007. Il y a également 88 500 musulmans étrangers travaillant dans l'île. Il existe sept mosquées sur le territoire, dont la plus grande à Taipei. Il y a deux principales associations de musulmans à Taïwan, l'Association des musulmans chinois et la Ligue de la Jeunesse musulmane chinoise. Elles gèrent deux mosquées différentes de Taipei.

## Les premières migrations
Il semble que l'islam se soit propagé jusqu'à Taïwan au XVIIe siècle, lorsque des familles musulmanes de la province du Fujian, sur la côte Sud de la Chine, ont accompagné le chef militaire Koxinga dans son invasion de Taïwan, où il évinça les Hollandais de la cité de Tainan en 1661. Ces familles sont probablement les premiers colons musulmans de l'île de Taïwan. Leurs descendants se sont assimilés à la société taïwanaise en adoptant les coutumes et la religion locale. La branche taïwanaise de la famille des Guo a perdu la religion ancestrale, mais n'offre pas de porc dans les temples. L'association des musulmans chinois compte ces gens comme des musulmans. Il y a également une branche de la famille Ding descendant de Sayyid Ajjal Shams al-Din Omar, qui réside dans le canton de Taisi, dans le district de Comté de Yunlin. Ces communautés se revendiquent comme Chinois Han du Fujian, et une partie d'entre eux continue à pratiquer l'islam qu'ont amené leurs ancêtres il y a 200 ans dans l'île où ils ont construit une mosquée. Certains sont néanmoins devenus bouddhistes ou taoïstes. Cette mosquée est actuellement le temple taoïste des familles Ding. Peu de musulmans sont venus sur l'île de Taïwan dans les siècles ultérieurs, la plupart en provenance d'autres provinces de Chine. Il n'y a pas eu d'expansion de l'islam et aucune mosquée ne fut construite.

## Les migrations récentes

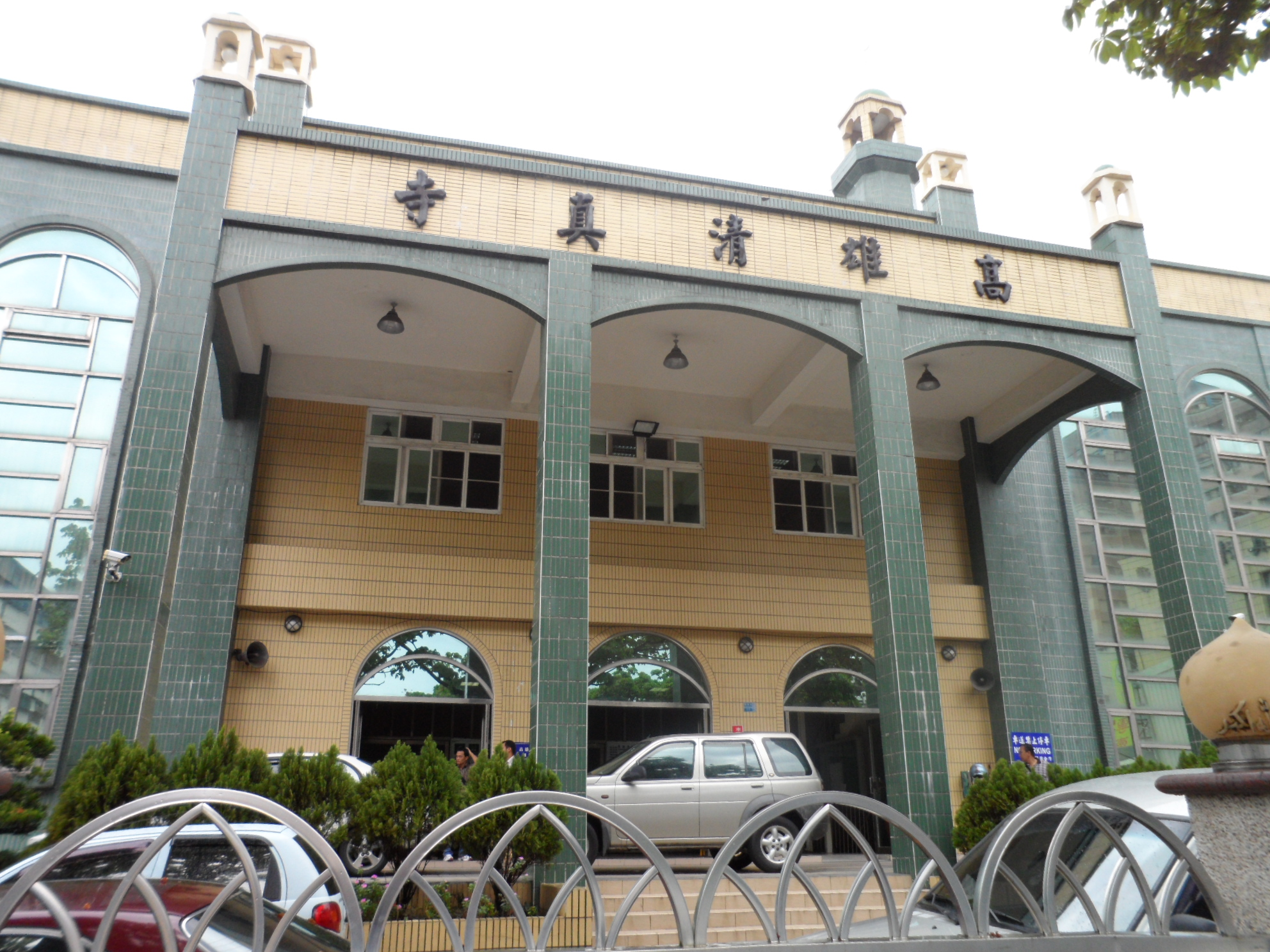
La mosquée de Kaohsiung

La seconde vague de migrants musulmans arriva lors de la guerre civile chinoise, entre 1927 et 1950. Environ 20 000 familles musulmanes ont fui la Chine continentale avec le Kuomintang en 1949. La plupart étaient des soldats ou des employés du gouvernement. Ils venaient des provinces où l'islam était bien implanté, comme le Yunan, le Xinjiang, le Ningxia et le Gansu, des régions du Sud et de l'Ouest de la Chine. Dans les années 1950, les contacts entre musulmans et Chinois d'ethnie Han étaient limités à Taïwan, en raison des différences de coutumes. Les musulmans se retrouvaient au sein de l'oumma, dans une maison de Lishui street, à Taipei. Dans les années 1960, quand les musulmans prirent conscience qu'ils ne pourraient pas retourner en Chine, ils établirent des contacts beaucoup plus importants avec les Chinois Han. Depuis les années 1980, des milliers de musulmans de Birmanie et de Thaïlande ont migré vers Taïwan pour vivre dans de meilleures conditions. Ils descendent des soldats nationalistes qui ont fui le Yunan quand les communistes ont conquis la Chine continentale.